# John Howe (2e baron Chedworth)
John Thynne Howe (18 février 1714 - 9 mai 1762) est le fils aîné de John Howe (1er baron Chedworth).

## Biographie
Il succède à son père en 1742 et épouse le 23 septembre 1751, Martha Parker-a-Morley-Long, fille de Philip Parker-a-Morley-Long, 3e baronnet d'Arwarton, Suffolk. 
Le siège familial est Stowell Park, Gloucestershire, et sa résidence à Londres est au 25 Leicester Square. Il est un éleveur de chevaux de course pur-sang. 
Il n'a pas d'enfants de son mariage et son frère cadet Henry Frederick Howe, 3e baron Chedworth lui succède comme baron.